# Portrait de Juliette Drouet
Portrait de Juliette Drouet est un tableau réalisé par Charles-Émile Callande de Champmartin vers 1827. 

## Le tableau
Le tableau est une huile sur toile de dimensions 45,6 × 55,6 cm, sans date ni signature. Le site de Paris Musées le présente comme « Portrait de Juliette Drouet vers 1827 », ayant figuré à la vente de l'atelier de Champmartin en 1888, dont le personnage représenté est Julienne Gauvain, dite Juliette Drouet. À la suite d'un don, l'œuvre est conservée depuis 1903 à la maison de Victor Hugo, place des Vosges à Paris. 

### Description
Julienne Gauvain est représentée en buste, légèrement de trois quarts face et le regard dirigé vers son portraitiste. Elle est coiffée d'un turban, couvre-chef à la mode dans les années 1820. L'exécution du tableau semble avoir été très rapide, et contraste en cela avec les autres portraits de Champmartin. Mais une notice dithyrambique de 1934 le décrit comme « l'une des merveilles de la peinture romantique, […] chef-d'œuvre de l'art impressionniste ».

### Le titre
Le portrait est encore souvent présenté comme « Juliette Drouet dans le rôle de la princesse Negroni », et autrefois de façon fantaisiste comme « Juliette Drouet en femme de Smyrne », probablement à cause du turban, alors que c'est un portrait de Julienne Joséphine Gauvain à l'époque où elle n'était ni actrice ni connue sous son futur pseudonyme de Juliette Drouet.

## Juliette Drouet entre 1825 et 1833
Le nom de Juliette Drouet est passé à la postérité de par sa liaison de cinquante ans avec Victor Hugo. Une étude chronologique de sa biographie montre que le tableau devrait s'appeler Portrait de Julienne Gauvain plutôt que Portrait de Juliette Drouet, et pas du tout Juliette Drouet dans le rôle de la princesse Negroni.

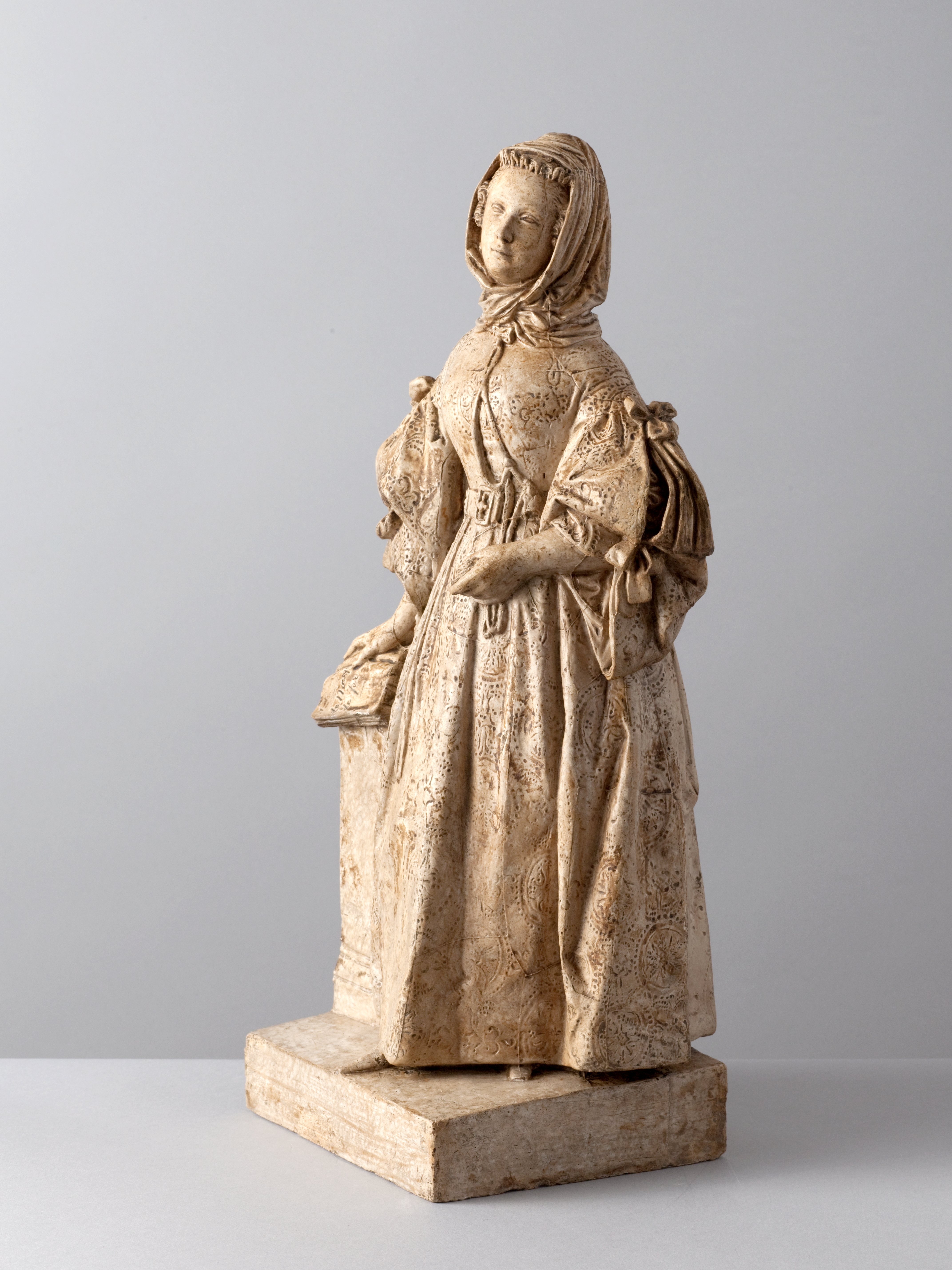
John-Étienne Chaponnière, petite statue de Mlle Juliette, 1832

En 1825, le déjà célèbre sculpteur James Pradier prend la jeune Julienne Gauvain comme modèle, et bientôt comme maîtresse ; elle accouche d'une fille en 1826. L'atelier du sculpteur rue de l'Abbaye est un lieu de rendez-vous bihebdomadaires pour des peintres, poètes, musiciens, écrivains, politiciens, femmes du monde, modèles et actrices. C'est probablement à cette occasion que Champmartin la rencontre, puis fait son portrait, dont la réalisation se situe au plus tard en 1827, puisqu'une lettre tardive de Champmartin précise qu'il n'a plus revu Juliette Drouet après 1827. En 1828, Julienne Gauvain quitte Paris pour Bruxelles où elle commence une petite carrière de comédienne en février 1829.

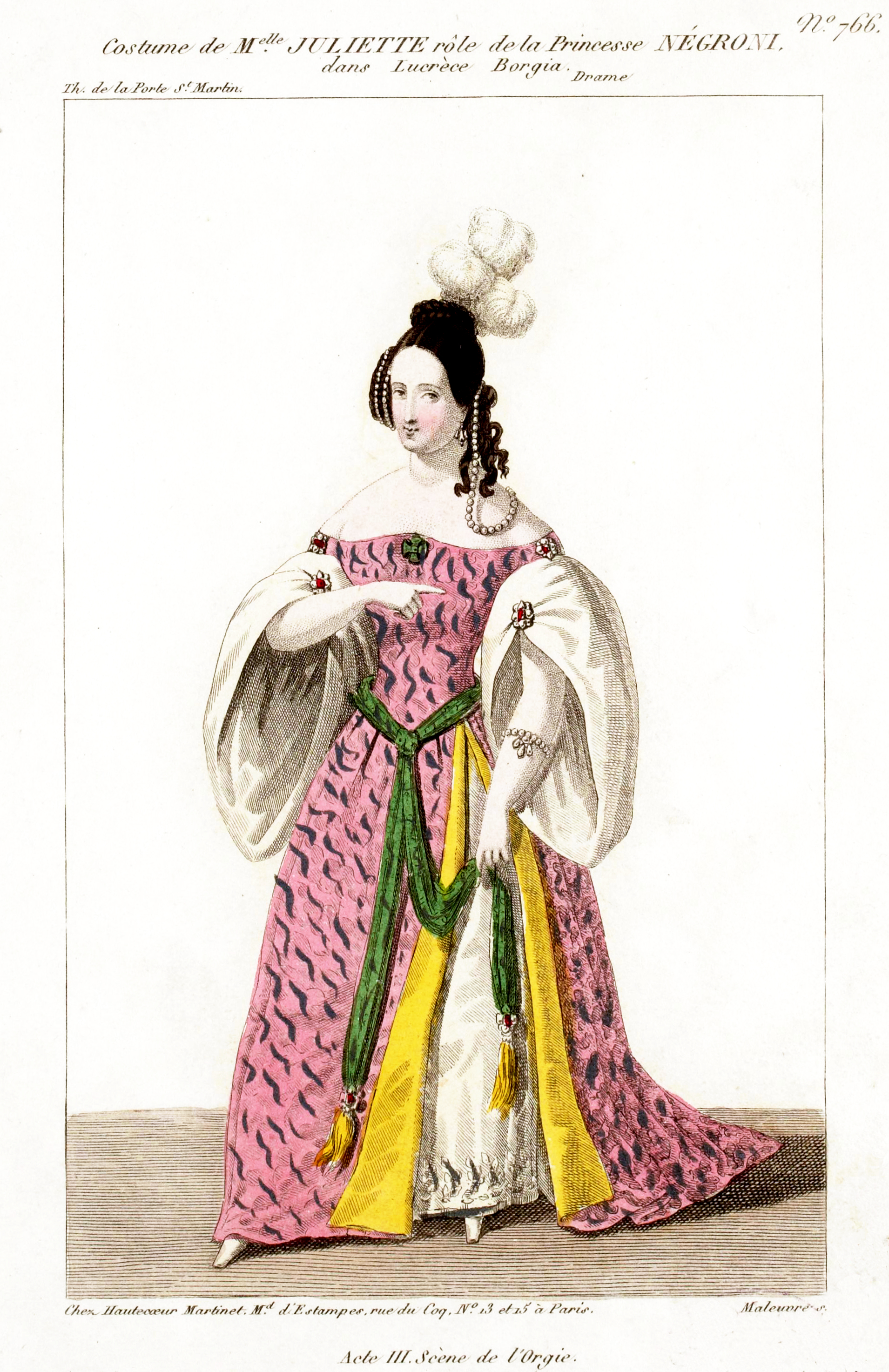
Louis Maleuvre, costume de Juliette en princesse Negroni dans Lucrèce Borgia, 1833

Revenue à Paris avec l'entrepreneur de spectacles Félix Harel, elle devient grâce à lui une actrice en vue au théâtre de la Porte Saint-Martin et à l'Odéon, connue alors sous son nom de scène de "Mlle Juliette". Victor Hugo la remarque lors d'une soirée mondaine, John-Étienne Chaponnière en fait une petite statue, Alphonse-Léon Noël fait son portrait (Mlle Juliette,1832), et elle joue en novembre-décembre 1832 le second rôle féminin dans Périnet Leclerc ou Paris en 1418, drame d'Auguste Anicet-Bourgeois et Lockroy, illustré par une aquarelle de Tony Johannot et une estampe de Stanislas Darondeau. 
C'est en janvier 1833, lors des répétitions de Lucrèce Borgia dans le rôle de la princesse Negroni, qu'elle fait vraiment la connaissance de Victor Hugo. Plusieurs images la montrent dans ce rôle de la princesse Negroni,. Quatre ans séparent donc le portrait de Champmartin de l'actrice Mlle Juliette et six du personnage de la princesse Negroni de Victor Hugo.